# La Neuville-Garnier
La Neuville-Garnier ist eine ehemalige französische Gemeinde mit 256 Einwohnern (Stand: 1. Januar 2022) im Département Oise in der Region Hauts-de-France. Sie gehörte zum Arrondissement Beauvais. Die Bewohner werden Neuvillois und Neuvilloises genannt.
Der Erlass vom 28. September 2018 legte mit Wirkung zum 1. Januar 2019 die Eingliederung von La Neuville-Garnier als Commune déléguée zusammen mit den früheren Gemeinden Villotran und Beaumont-les-Nonains zur neuen Commune nouvelle Les Hauts-Talican fest.

## Geografie
La Neuville-Garnier liegt auf einem Hochplateau etwa elf Kilometer südsüdwestlich von Beauvais im Nordosten der Landschaft Vexin in der Picardie.
Umgeben wird La Neuville-Garnier von den Nachbargemeinden und einer Commune déléguée:
|                              | Berneuil-en-Bray |              |
| Villotran (Commune déléguée) | Kompass          | Auteuil      |
| Beaumont-les-Nonains         |                  | Valdampierre |

## Geschichte
Der Ort wurde in der zweiten Hälfte des 12. Jahrhunderts von dem Ritter Garnier von Hermes (Messire Garnier) gegründet. Er war bis zur Französischen Revolution den Benediktinern der Abtei Saint-Paul-les-Beauvais zehntpflichtig. Von 1760 bis 1764 wurde das (nicht mehr vorhandene) Schloss errichtet.

## Bevölkerungsentwicklung
| Jahr                                            | 1962 | 1968 | 1975 | 1982 | 1990 | 1999 | 2006 | 2013 | 2021 |
| ----------------------------------------------- | ---- | ---- | ---- | ---- | ---- | ---- | ---- | ---- | ---- |
| Einwohner                                       | 142  | 115  | 110  | 117  | 207  | 254  | 276  | 263  | 254  |
| Quellen: Cassini (bis 1999) und INSEE (ab 2006) |      |      |      |      |      |      |      |      |      |

## Sehenswürdigkeiten
- Kirche Saint-Éloi aus dem Jahr 1147 mit romanischen Resten
- Wasserturm

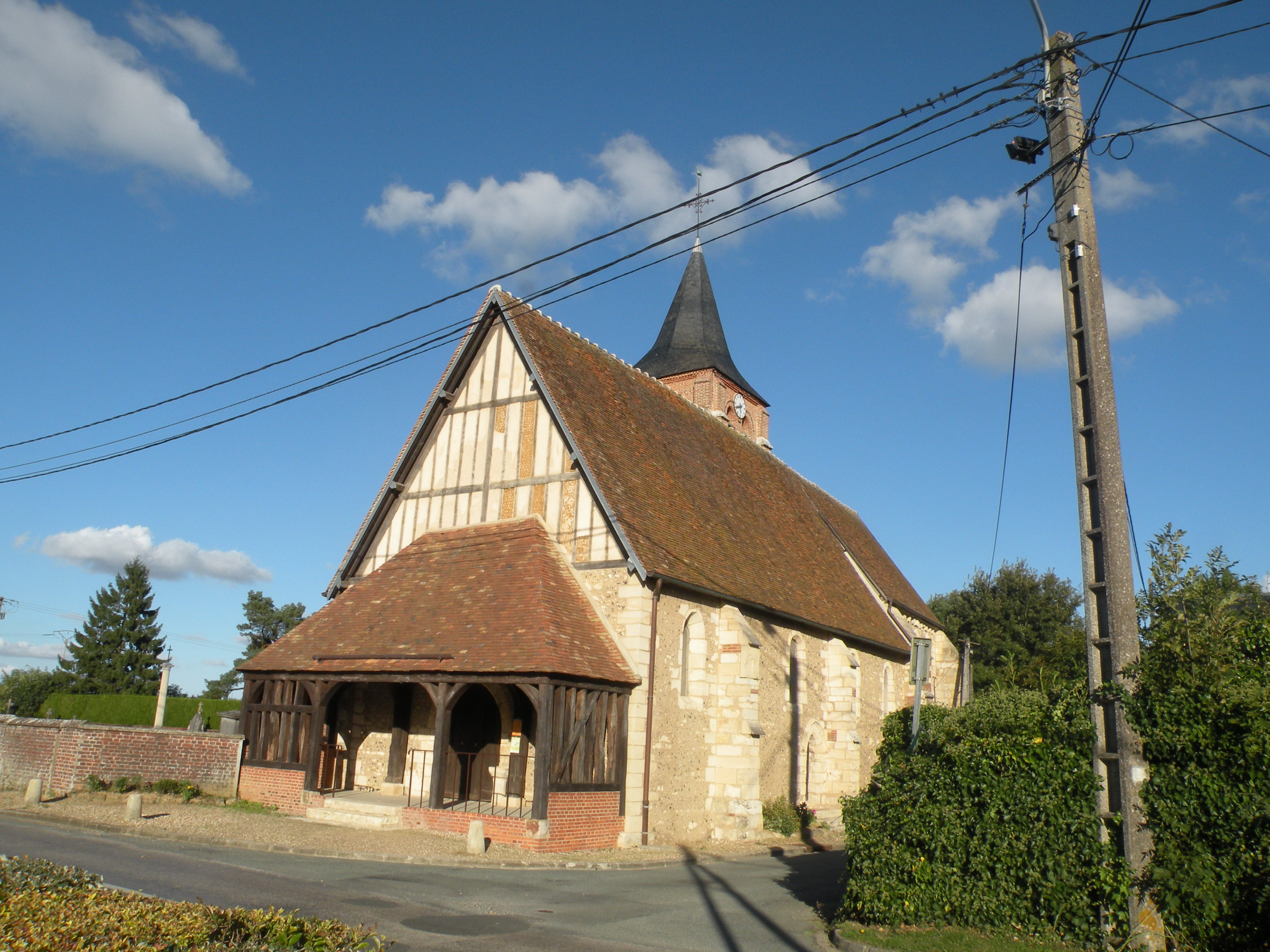
Kirche Saint-Éloi
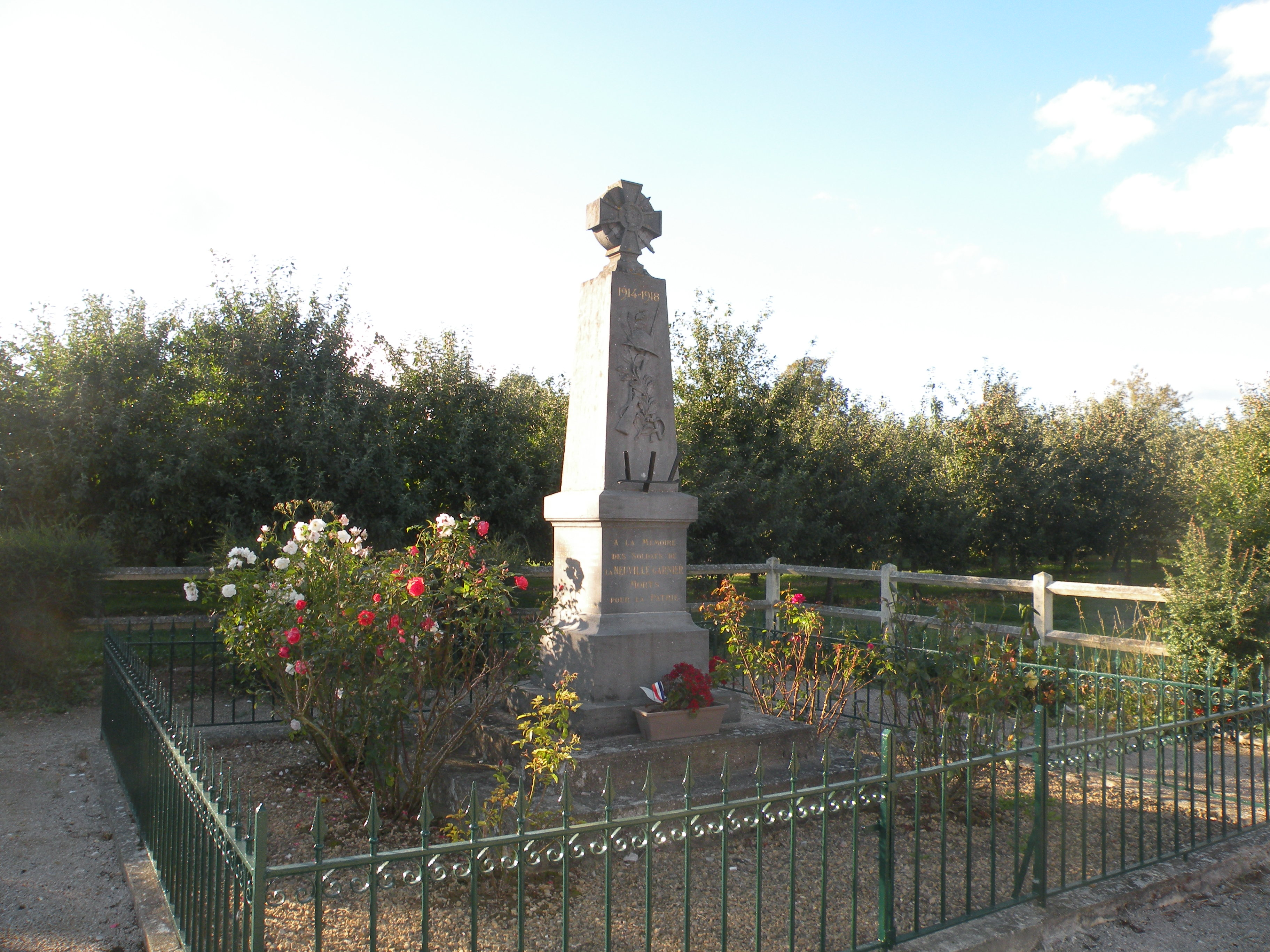
Gefallenendenkmal

## Persönlichkeiten
- Éloi Laurent Despeaux (1761–1856), französischer Revolutionsgeneral, Träger des Großkreuzes der Ehrenlegion, im Weiler Malassise geboren